# Средорек (област Кюстендил)
Вижте пояснителната страница за други значения на Средорек.
Средорек е село в Западна България. То се намира в община Трекляно, област Кюстендил.

## География
Село Средорек се намира в планински район в Кюстендилското Краище, по горното поречие на Треклянска река, на шосето Кюстендил-Драгойчинци. Селото е образувано през 1920 г. През 1953 г. към селото са присъединени като махали селата Лечевци и Драгольовци.
В центъра на селото се вливат три реки, от където идва и името му „Средорек“.

## Население

### Население на село Драгольовци (1880 – 1953)
| Година    | 1880 | 1900 | 1926 | 1934 | 1946 |
| Население | 186  | 229  | 264  | 316  | 195  |

### Население на село Средорек (след 1920)
| Година    | 1926 | 1934 | 1946 | 1956 | 1965 | 1975 | 1984 | 2009 |
| Население | 563  | 632  | 558  | 393  | 324  | 251  | 221  | 70   |

## История
Съставните села на Средорек са стари средновековни селища. В турски данъчен регистър от 1570 – 1572 г. е записано село Лучевци като зиамет към нахия Сирищник на Кюстендилския санджак с 15 домакинства и 10 ергени. Към неговото данъчно задължение е включен и данък „ушур“ на село Драголци. В списъка на джелепкешаните от 1576 – 77 г. са записани селата Дираголефча и Лъгочевче към кааза Ълъджа (Кюстендил) със съответно 1 и 3 данъкоплатци. Съществуването на селището и през XVII век е засвидетелствано в турски документ от 1624 г. за събиране на данъка джизие, където фигурира с името Дирагофче с 38 домакинства.
През 1866 г. в Драгольовци са регистрирани 21 домакинства със 161 жители. В края на XIX век землището на селото е 2069 дка, от които 836 дка гори, 144 дка естествени ливади, 42 дка овощни градини и 1047 дка ниви и се отглеждат 373 овце, 169 кози, 158 говеда и 53 коня. Основен поминък на населението са земеделието и животновъдството. Развити са домашните занаяти. Част от мъжете са сезонни строителни работници в Северна България. В селото има училище от началото на ХХ век, сградата е от 1925 г.
Село Средорек е създадено през 1920 г. През 1953 г. към него са присъединени като махали селата Лечевци и Драгольовци. Основен поминък на населението са земеделието и животновъдството. Развити са домашните занаяти. Има 5 воденици, 2 тепавици, 6 кръчми, 4 бакалници, 5 обущарници. В селото има училище (1920), читалище „Наука“ (1923), кредитна кооперация „Съгласие“ (1929).
През 1958 г. заедно със село Бъзовица е учредено ТКЗС „Устрем“, което от 1961 г. преминава в ДЗС – Трекляно, от 1979 г. в АПК „Краище“, което от 1983 г. е в състава на ЦКС. Открита е пощенска станция (1946). Селото е електрифицирано (1948 – 49) и водоснабдено (1945 – 65). През 1962 г. са построени нова училищна сграда и сграда на селкоопа.
Активни миграционни процеси.

## Религии
Село Средорек принадлежи в църковно-административно отношение към Софийска епархия, архиерейско наместничество Кюстендил. Населението изповядва източното православие.

## Културни и природни забележителности
- Оброк „Свети Петър“. Намира се на около 2,5 км северно от моста над Треклянска река, в местността „Свети Петър“.
- Оброк „Свети Георги“. Намира се на около 2 км северно от моста над Треклянска река, при махала „Селище“.
- Паметник-чешма на загиналите във войните през 1912 – 1913 г., 1915 – 1918 г. и 1941 – 1945 г.

## Личности
- Крум Станоев Байтошев – 1903 – 1965, педагог, народен представител в IV Нар. събрание
- Славчо Станоев Байтошев – род.1910 г. в с. Лечевци, педагог. Занимавал се е предимно с учителска дейност в Краище и Кюстендил.
- Славчо Ангелов Венев – род1914 г.в с. Лечевци. Дипломат.
- Росица Стоилова Венева – род.1929 г.в с. Лечевци – гелог
- Иван Дончев Захариев – род.1914 г.в Лечевци. Икономист.
- Иван Стойнев Захариев – род.1914 г. в с. Драгольовци. Юрист.
- Зинови Арсов Сотиров – род.1920 г. в с Драгольовци. Строителен инженер.
- Камен Асенов Колев – археолог
- Кирил Божилов – писател, роден в с. Лечевци на 1 февруари 1932 г.
- Станаки Динев Йорданов, род. 1931 г. в с. Горно Кобиле. Инженер-химик, завършил неорганична и органична химия, полковник.